# أوجين ماير
أوجين ماير (بالفرنسية: Eugène Meyer)‏ هو مخترِع فرنسي، (و. م).